# Antiga fàbrica de dogues i rodells
L'Antiga fàbrica de dogues i rodells és un edifici de Santa Coloma de Farners (Selva) que forma part de l'Inventari del Patrimoni Arquitectònic de Catalunya.

## Descripció
L'antiga fàbrica de dogues i rodells es troba dins d'un recinte tancat la porta d'accés del qual conserva una de les dues torretes circulars de rajol coronades amb marlets. L' edifici està format per dues grans naus paral·leles, cada una coberta a dues vessants. La façana té dues grans obertures rectangulars d'accés, avui modificades, i a sobre una figura romboidal de rajol per decorar. L'antiga porta principal, a l'esquerra, era d'arc carpanell emmarcada, però actualment s'ha convertit en finestra. La de la dreta s'ha ampliat i desplaçat. La paret lateral presenta obertures a la part alta. Tot el parament és de rajol pintat de color blanc. El ràfec de la teulada també resenta decoracions. Pel que fa a les cobertes, són de teula plana d'encaix amb els dos careners de ceràmica blava vidriada.
L'interior de les naus ha estat molt poc modificat. És un gran espai on encara es conserven les columnes de ferro colat amb capitell tipiques de l'arquitectura industrial del segle xix. Les columnes sostenen l'embigat de fusta de castanyer.
Al costat esquerre hi ha un altre cos que guarda la base de la xemeneia. Aquesta és de rajol i té una escala de ferro que mena a un balcó amb barana també de ferro que l'envolta.

## Història
L'edifici es bastí al segle xix com a fàbrica de dogues i rodells de castanyer per a fer botes que s'exportaven a les Filipines. Amb la pèruda de les colònies l'any 1898 entrà en crisi i es tancà. Més tard funcionà com a torneria i posteriorment com a fàbrica de pinsos. Actualment s'hi fan palets de fusta. La xemeneia, quan la fàbrica va canviar d'ús, va ser adaptada com a dipòsit d'aigua i s'hi va afegir l'escala i el balcó.